# Nick Mondo
Matthew „Matt“ Burns (* 28. März 1980) ist ein ehemaliger US-amerikanischer Wrestler. Er wurde vor allem unter seinem Ringnamen „Sick“ Nick Mondo bekannt und trat hauptsächlich für die Wrestling-Promotionen Combat Zone Wrestling (CZW) und IWA Mid-South an. Auf Grund seiner zahlreich erlittenen Verletzungen trat Burns Ende 2003 vom aktiven Wrestling zurück und widmete sich seitdem seinem Kunststudium.

## Karriere

### Wrestling
Matthew Burns war seit seiner Kindheit ein großer Wrestlingfan. Vor allem hatte es ihm in den 1990er Jahren Terry Brunks Ringcharakter Sabu angetan und er beschloss, selbst Wrestler zu werden. Burns schloss die Highschool ab und ließ sich nun bei Al Snow in Cleveland (Ohio) zum Wrestler ausbilden. Nach seiner Wrestling-Ausbildung begann er 1999 bei Pennsylvania Championship Wrestling seine Karriere als sogenannter Highflying-Wrestler. Dort bildete Burns auch langsam sein späteres Gimmick aus, das damals „Hardcore“ Nick Mondo lautete. Er kam noch 1999 mit dem Wrestler John Corson in Kontakt, der in New Jersey unter seinem Ringnamen John Zandig eine Wrestlingschule (Combat Zone Wrestling School) betrieb. Matthew Burns wechselte dann Anfang 2000 zur Promotion Combat Zone Wrestling, die ebenfalls von Corson betrieben wurde und nannte sich nun „Slick“ Nick Mondo. Die CZW schickte ihn Ende desselben Jahres auf eine Japantour, wo er sich bei der Promotion Big Japan einen Namen als Death Match Wrestler machte.
Ab dem Jahr 2001 zeichnete sich Matthew Burns auch in der CZW durch einen sehr hohen Grad an Brutalität in seinen Hardcore- bzw. Ultraviolent-Matches aus. Als er aus Japan zurückkehrte, wandelte er sein Gimmick in den des „Sick“ Nick Mondo um.
Im Jahr 2002 war Matthew Burns bereits auf dem Höhepunkt seiner Karriere: Er trat in seiner Heimatstadt bei einem Match gegen eines seiner großen Vorbilder an – den Sandman. Matthew Burns hatte auch schon etliche CZW-Titel errungen und setzte vor allem seinen Körper in einigen nahezu lebensgefährlichen Bumps aufs Spiel. Beim Finale des ersten CZW Tournament of Death ließ er sich beispielsweise mit einem Rasentrimmer bearbeiten. 
Zwischen seinen Verletzungs- und während der Turnierpausen besuchte Matthew Burns wieder die Schule. Dort besuchte er einen unter anderem Film- und Videokurs, auch begann er wieder zu zeichnen. Der Videokurs war der Anlass für Burns, dass er sich entschloss, nach seiner Wrestlingkarriere irgendetwas in Richtung Film zu machen. Er schrieb sich für ein Studium ein und begann wieder ein Video-Tagebuch zu führen.
Bereits Ende des Jahres 2002 hatte er nach eigenen Angaben die Lust am Wrestling wieder weitgehend verloren. Er trat nur noch widerwillig bei den Turnieren an. So wurde Burns auf eine Italientour geschickt, wo er jungen italienischen Wrestlern während eines Seminares Grundkenntnisse des Wrestlings vermitteln durfte. Auch fing er wieder zu zeichnen an. Doch während seines Italienaufenthaltes war er in einem schweren Autounfall verwickelt, als ihm ein LKW auf seinem Leihwagen auffuhr und Burns ein schweres Schleudertrauma zurückbehielt. Diesen Unfall dokumentierte er auch ausführlich in seinem Video-Tagebuch.

Dann brach er sich während des Halbfinales des zweiten CZW Tournament of Death durch eine missglückte Aktion vom obersten Ringseil das Handgelenk. Burns trat aber weiterhin im Turnier an. Am Schluss dieses Turnieres, am 26. Juli 2003, (das Matthew Burns im Übrigen für sich entscheiden durfte) fiel er zusammen mit seinem damaligen Gegner Zandig von einem Hausdach und aus über 10 Metern Höhe durch mehrere Tische, die zusätzlich noch mit Leuchtstoffröhren versehen waren. Die in diesem Match erlittenen schweren Verletzungen (unter anderem tiefe Schnitte auf dem Rücken) gaben Matthew Burns wohl für seine Entscheidung, seine aktive Wrestling-Karriere zu beenden, den endgültigen Ausschlag. Burns führte in seine Dokumentation Unscarred folgende drei Gründe für seinen Rücktritt an: Seine Teilnahme am Film- und Videokurs (und damit seiner erneuten Zeichnerkarriere), den Italienunfall und die Verletzungen aus dem zweiten Tournament of Death.
Matthew Burns tauchte am 7. Februar 2004 überraschend wieder auf, als er in die CZW Hall of Fame von Combat Zone Wrestling eingeführt wurde.

### Film
Burns arbeitet heute als Filmregisseur. Bereits im Dezember 2003 erschien mit Unscarred: The Life of Nick Mondo eine Dokumentation über das Leben von Matthew Burns, bei der dieser selbst Regie führte.
Diese Dokumentation besteht aus Interviews seines Vaters, der Mutter, seiner Freundin und seines besten Freundes. Daneben spricht Matthew Burns über seine Jugend- und Schulzeit sowie über seine Wrestling-Karriere. Daneben werden private Videoausschnitte gezeigt, die ihn während seiner Jugend- und Wrestlingzeit zeigen.
In seinem zweiten Film Fighting the Still Life engagierte Burns den damaligen WWE-Wrestler Ken Anderson als Schauspieler.
2017 erschien mit Der Tausch ein weiterer Dokumentarfilm.

## Besonderheiten
In Burns Dokumentation Unscarred kommt mehrfach dessen Freundin Bonnie zu Wort. Diese ist ausgebildete Wrestlerin und beide haben sich 2002 in der Promotion CZW kennengelernt.

## Erfolge
- Combat Zone Wrestling

- Mitglied der Hall of Fame
- 1× CZW World Tag Team Champion (mit Ric Blade)
- 4× CZW Iron Man Champion
- Sieger des CZW Tournament of Death 2

- Sonstige

- 1× AWF Heavyweight Champion
- 1× NCWA Hardcore Champion